# Prinsenkamp
De Prinsenkamp is een in de gemeente Nijkerk (in de Nederlandse provincie Gelderland) net iets ten noorden van Voorthuizen, gelegen gehucht, en een gebied waar voornamelijk de landbouw ruim is vertegenwoordigd. Ook te vinden zijn hier veehouderijen, loonbedrijven en mesthandels. De Prinsenkamp is regionaal bekend om het activiteitencentrum "Edda Huzid". Verder zijn er enkele bungalowparken en campings aanwezig.
De hoofdweg van de Prinsenkamp is de Prinsenweg (zie afbeelding). Een lange, voornamelijk rechtdoor lopende weg die dwars door het gebied loopt. De Prinsenweg zou bijna de Ruitenbeekweg hebben geheten, vernoemd naar Willem Ruitenbeek, de voorzitter van de boerenvergadering die rond de jaren 50 en 60 van de twintigste eeuw plaatsvond in "Edda Huzid". Ruitenbeek vond dit niet nodig en besloten werd om de vroegere naam voor de weg te behouden.
De Prinsenkamp was in de Tweede Wereldoorlog een gebied waar Duitsers (die tegen de oorlog waren), verzetsstrijders, Canadezen en Amerikanen ondergedoken zaten. Er zijn in die tijd ook enkele boerderijen zwaar gebombardeerd. Na de oorlog is meteen begonnen aan wederopbouw van de boerderijen die getroffen waren.
Stad: Nijkerk      Dorpen: Hoevelaken · Nijkerkerveen

Buurtschappen: Achterhoek · Appel · Bontepoort (deels) · Doornsteeg · Driedorp · Holk · Holkerveen · Kruishaar · Nekkeveld · Palestina · Prinsenkamp · Slichtenhorst · De Veenhuis · 't Woud · Wullenhoven 

Gelderland: Steden en dorpen in Gelderland      Nederland: Provincies · Gemeenten